# Blastobasis maritimella
Blastobasis maritimella é uma espécie de mariposa do gênero Blastobasis pertencente à família Coleophoridae.